# Расторгуев, Сергей Павлович
Серге́й Па́влович Расторгу́ев (18 апреля 1958, посёлок Краскино, Хасанский район, Приморский край, СССР — 12 июля 2017, Реутов, Московская область, РФ) — русский учёный, философ, один из основоположников отечественной научной школы информационного противоборства, доктор технических наук, профессор, публицист, поэт.

## Биография
Родился в 1958 году в рабочем посёлке Краскино на Дальнем Востоке. Отец — Павел Иванович Расторгуев (1926—2010), военнослужащий. Мать — Клавдия Петровна Кодолова (1935—2011).
В 1964 году семья переехала с Дальнего Востока в Горький, а затем, в 1967 году — в Ржев.
В 1975 году окончил среднюю школу в Люберцах и поступил в Московский институт электронного машиностроения (МИЭМ). Окончил его в 1981 году, получив квалификацию инженер-системотехник по специальности автоматизированные системы управления.
После окончания института был направлен для работы в войсковую часть. Службу окончил в 2013 году в звании полковника.
Скоропостижно скончался 12 июля 2017 года. Похоронен в Москве на Троекуровском кладбище, уч. 19А.

## Научная деятельность
Сфера фундаментальных и прикладных научных интересов лежит в различных областях информатики, программирования, криптографии, антивирусной защиты, информационных войн, аватаризации и витализации, философии и социологии, теории обучения и педагогики.
Доктор технических наук. Автор более ста научных и научно-популярных работ (монографии, книги, учебники, статьи) как специального, так и междисциплинарного характера.
Профессор по кафедре защиты информации в системах связи. Автор учебников и учебных пособий для студентов высших учебных заведений, обучающихся по специальностям «Компьютерная безопасность», «Комплексное обеспечение информационной безопасности автоматизированных систем», «Информационная безопасность телекоммуникационных систем».
Член редколлегий нескольких научных журналов, включая «Информационные войны» и «Вестник РГГУ».

### Избранные труды
1. Расторгуев С. П. О вложенности пространств (теория эгрегоров). Ч. 3. Практические аспекты теории вложенности пространств. — М.: Центр стратегических оценок и прогнозов, 2017. — 92 с.
2. Расторгуев С. П. О вложенности пространств (теория эгрегоров). Чч. 1-2. — М.: Издательские решения, 2016. — 201 с.
3. Расторгуев С. П. Информационное противоборство в моделях и задачах. — 2-е изд. — М.: URSS, 2017. — 304 с.
4. Расторгуев С. П. Жизнь и Смерть в контексте информации и знания. — М.: Реноме, 2014. — 219 с.
5. Расторгуев С. П. Математические модели в информационном противоборстве. — М.: ЦСОиП, 2014. — 270 с.
6. Расторгуев С. П., Литвиненко М. В. Информационные операции в сети интернет. — М.: ЦСОиП, 2014. — 132 с.
7. Расторгуев С. П., Литвиненко М. В. Аватаризация. — СПб.: Реноме, 2011. — 311 с.
8. Расторгуев С. П. Управление Вселенной (Женщина и Вселенная). — М.: Белые альвы, 2006. — 325 с. Авторская редакция
9. Расторгуев С. П. Философия информационной войны. — 2-е изд. — М.: Радио и связь, 1999. — 416 с.
10. Расторгуев С. П. Инфицирование как способ защиты жизни. Вирусы: биологические, социальные, психические, компьютерные. — 2-е изд. — М.: Издательство Агентства «Яхтсмен», 1996. — 336 с.
11. Расторгуев С. П., Чибисов В Н. Цель как криптограмма. Криптоанализ синтетических целей. — 2-е изд. — М.: Авторская книга, 2017. — 432 с.